# フィンレー・クリスティ
フィンレー・クリスティ（Finlay Christie、1995年9月19日 - ）は、スーパーラグビー・パシフィックブルーズに所属するラグビーユニオン選手。

## プロフィール
- スコットランド・ピーブルス出身[1]。
- ポジションはスクラムハーフ(SH)。
- 身長 177cm、体重 82kg
- ニュージーランド代表キャップは21（2024年2月現在）でラグビーワールドカップ2023のニュージーランド代表に選ばれた[2]。

## 略歴
タスマン、チーフス、ハリケーンズを経て、2020年、ブルーズに加入。